# Swiss Paralympic

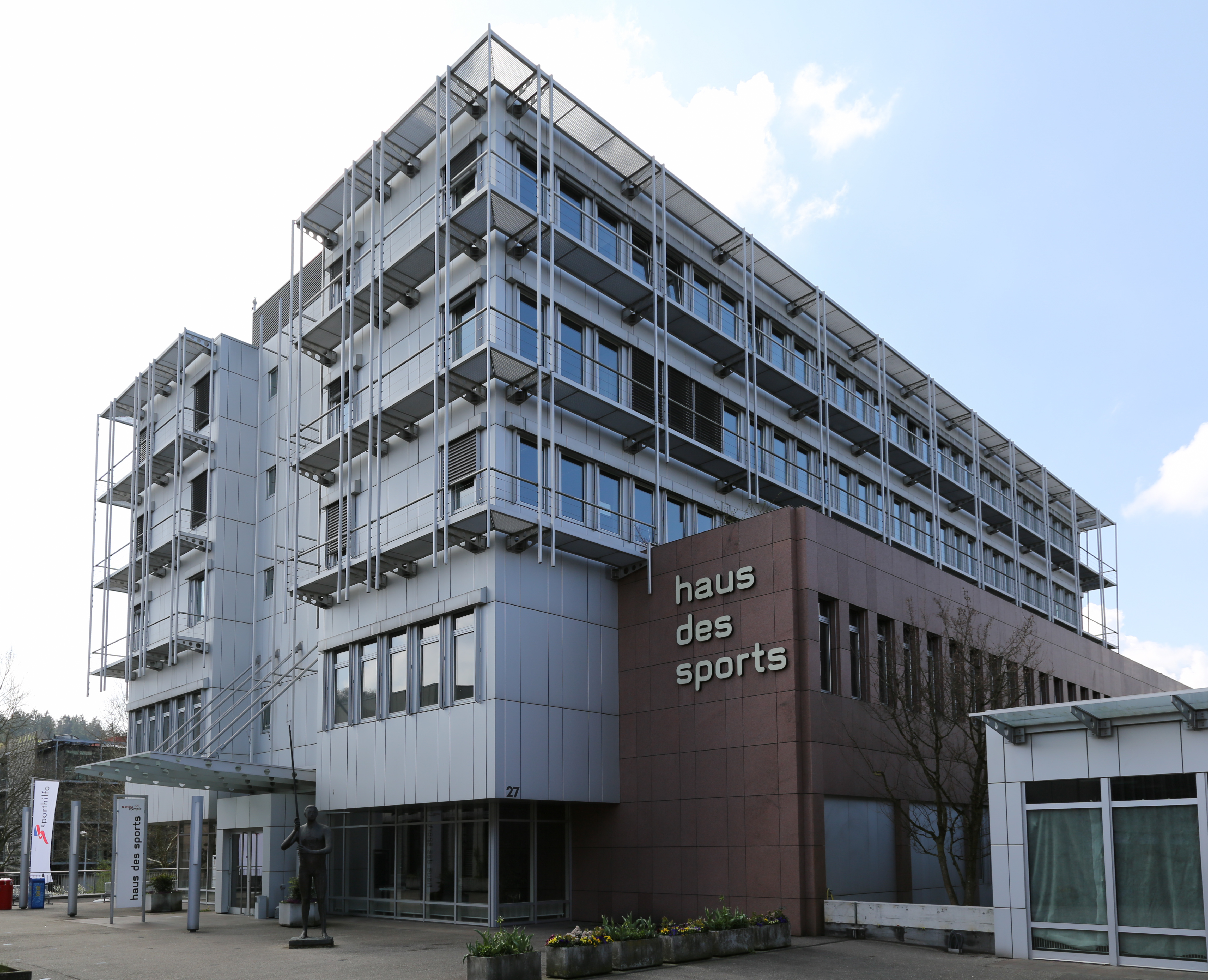
La Maison du Sport, siège de Swiss Paralympic

Pour les articles homonymes, voir Swiss.
Swiss Paralympic (également dénommée Comité paralympique Suisse, Schweizerisches Paralympisches Komitee, Comitato Svizzero Paralimpico et Comitati Paralimpica Svizra) est le comité national paralympique suisse. Son siège se situe dans la Maison du Sport à Ittigen près de Berne.

## Histoire
Swiss Paralympic est créé à Olten à l'automne 1989. Le 1er octobre 1990, l'instance s'installe à Spiez dans le canton de Berne.

## Mission
Swiss Paralympic est responsable des missions paralympiques et de leurs délégations aux Jeux paralympiques d'été et d'hiver. Swiss Paralympic sélectionne les athlètes avec handicap suisses pour les Jeux paralympiques, les championnats du monde et les championnats d'Europe. Le financement et l'organisation de ces participations en font également partie. En tant que comité national, l'organisation est membre et interlocuteur du Comité international paralympique (IPC) à Bonn.